# Захаров, Сергей Иванович (писатель)
Серге́й Ива́нович Заха́ров (15 июля 1919, Болтуновка, Хвалынский уезд, Саратовская губерния, РСФСР, СССР ― 20 октября 1986, Козьмодемьянск, Марийская АССР, РСФСР, СССР) — советский писатель, журналист, член Союза журналистов СССР. Участник Великой Отечественной войны.

## Биография
Родился 15 июля 1919 года в дер. Болтуновка ныне Хвалынского района Саратовской области в крестьянской семье. Окончив школу в родном селе, в 1936 году поступил в Саратовский государственный университет. Не завершив учёбу, начал работать в школе учителем истории.
В 1939 году призван в РККА Озинским районным военкоматом Саратовской области. В 1940 году участвовал в освобождении Северной Буковины. Участник Великой Отечественной войны: кодировщик штаба 1-й гвардейской армии на Юго-Восточном, Сталинградском и Донском, с 1942 года – Юго-Западном фронте, гвардии старшина. Вступил в ВЛКСМ. С июля 1942 года значился пропавшим без вести. Участвовал в Сталинградской битве, битве на Дону, дошёл до Карпат и Праги. Демобилизовался из армии в 1946 году.
После войны приехал в Марийскую АССР, работал заведующим культпросветотделом в Килемарском районе. Затем был сотрудником районной газеты «Ленинский путь» (Козьмодемьянск), республиканской газеты «Молодой коммунист». С 1953 по 1956 год работал редактором армейской газеты. Долгие годы был собкором республиканской газеты «Марийская правда» по Горномарийскому и Юринскому районам Марийской АССР.
Скончался 20 октября 1986 года в Козьмодемьянске Марий Эл.

## Литературная деятельность
Начал писать начал в довоенное время. С 1946 года его рассказы и очерки печатались в республиканских и районных газетах, коллективных сборниках и альманахах, в том числе в переводе на горномарийский язык.
За годы журналистской и литературной деятельности им издано около 20 книг рассказов, повестей и очерков. Писал о простых тружениках сельского хозяйства («Скромные люди», «Молодые механизаторы», «Марийские льноводы»). Как участник войны, писал и на военно-патриотическую тематику: его документальная повесть «Берёзка на ветру» посвящена жизненному пути и боевому подвигу Героя Советского Союза В. Криворотова.
С 1976 года жил и работал как свободный профессиональный литератор, сотрудничая с редакциями, книжным издательством, Союзом писателей Марийской АССР. Является членом Союза журналистов СССР.

## Основные произведения
Далее представлен список основных произведений С. Захарова на русском и в переводе на марийский язык: 

### На русском языке
- Перед лицом старших: очерки. — Йошкар-Ола, 1959. — 64 с.
- Скромные люди: очерки и рассказы. — Йошкар-Ола, 1962. — 108 с.
- Один бой и вся жизнь: очерк // Наши герои. — Йошкар-Ола, 1968. — С. 197—204.
- У горы Алам-Нер: очерки. — Йошкар-Ола, 1968. — 76 с.
- Березка на ветру: повесть. — Йошкар-Ола, 1971. — 204 с.
- Поле вдохновения: из досье журналиста. — Йошкар-Ола, 1973. — 136 с.
- Волна идет издалека: очерки. — Йошкар-Ола, 1974. — 264 с.
- Солнце с четырех сторон: Приветлужские встречи. — Йошкар-Ола, 1978. — 208 с.
- Мои мамы: повесть. — Йошкар-Ола, 1980. — 64 с.
- Молодость древнего города: очерки. — Йошкар-Ола, 1983. — 200 с.
- Судьба стучится в дверь: повесть. — Йошкар-Ола, 1995. — 264 с.

### В переводе на горномарийский язык
- Кеквлӓ чонгештӓш тыменьӹт: повесть гӹц лаштык-вл. // Шачмы вел. — Йошкар-Ола, 1969. — С. 3—47.
- Келгӹ важ: очерк // Кырык сирӹштӹ, Йыл тӹрӹштӹ. — Йошкар-Ола, 1967. — С. 10—28.
- Фермын тетяжӹ: повесть // Кырык сирӹштӹ, Йыл тӹрӹштӹ. — Йошкар-Ола, 1967. — С. 23—72.

## Награды
- Орден Красной Звезды (15.08.1944)[2]
- Медаль «За боевые заслуги» (20.06.1945)[2]
- Медаль «За победу над Германией в Великой Отечественной войне 1941—1945 гг.» (09.05.1945)[2]
- Медаль «За доблестный труд. В ознаменование 100-летия со дня рождения Владимира Ильича Ленина» (1970)